# Darra Adam Khel
Darra Adam Khel est une ville de l'agence d'Orakzai, dans les régions tribales du Pakistan, située entre Peshawar et Kohat, majoritairement peuplée par les Pachtounes du clan Afridi. La ville est constituée d'une rue principale bordée de magasins, avec des allées et ruelles annexes contenant des ateliers. 
Darra Adam Khel est presque entièrement dévouée à la production d'armes. La ville est considérée comme l'un des principaux marchés d'armes illégales au monde.